# Litsea brassii
Litsea brassii är en lagerväxtart som beskrevs av Oswald Schmidt. Litsea brassii ingår i släktet Litsea och familjen lagerväxter. Inga underarter finns listade i Catalogue of Life.